# Lars-Olof Hallberg
Lars-Olof Hallberg, född 1958, är en svensk naturfotograf, författare och föredragshållare med inriktning på bondens landskap.

## Utställningar
- Tolfte veckan, minne av ett landskap
- Gården på fjället
- Mjölkbordets historia
- Äppelkungar

## Utmärkelser
- Växjö Kommuns Landskapsvårdspris, 1998
- Sveriges Författarfons arbetsstipendium 2005
- Sveriges Författarfonds arbetsstipendium 2007
- Hans Lidman Sällskapets stipendium 2007
- Sveriges Författarfonds arbetsstipendium 2009